# Some Boys! Touch
Singles de Maki Gotō
Glass no Pumps
(2006) Secret
(2007)
 Some Boys! Touch  est le 16e single en solo de Maki Gotō dans le cadre du Hello! Project, sorti le 11 octobre 2006 au Japon sous le label Piccolo Town.

## Présentation
Le single est écrit et produit par Tsunku. Il atteint la 5e place du classement de l'Oricon. Il se vend à 20 665 exemplaires la première semaine, et reste classé pendant 5 semaines, pour un total de 29 459 exemplaires vendus. Les premiers exemplaires produits contiennent un livret supplémentaire de huit pages. Le single sort aussi en édition limitée avec un DVD bonus, et en format "Single V" (DVD).
La chanson-titre du single figurera sur l'album How to Use Sexy de 2007, puis sur l'album compilation Maki Goto Complete Best Album 2001-2007 de 2010. Comme pour le single précédent, les deux danseurs masculins apparaissent à nouveau sur le clip vidéo de la chanson et sur ses prestations scéniques, résolument plus sexy que les clips et chorégraphies habituels du Hello! Project.
La chanson en "face B", All of Us, sert de thème de fin à la série anime The Galaxy Railways, mais ne figurera sur aucun album de la chanteuse.

## Liste des titres
Toutes les chansons sont écrites et composées par Tsunku.
| 1. | SOME BOYS! TOUCH                | Nao Tanaka      | 4:33 |
| 2. | ALL OF US                       | Shunsuke Suzuki | 3:51 |
| 3. | SOME BOYS! TOUCH (instrumental) | Nao Tanaka      | 4:32 |

| 1. | SOME BOYS! TOUCH (Face Ver.)               |  |
| 2. | CD Single x Live DVD TV Spot (15 s / 30 s) |  |
| 3. | Goto Maki Photo Collection                 |  |

| 1. | SOME BOYS! TOUCH                   |  |
| 2. | SOME BOYS! TOUCH (Dance Shot Ver.) |  |
| 3. | Making of (メイキング映像)         |  |